# Glaniopsis hanitschi
Glaniopsis hanitschi är en fiskart som beskrevs av Boulenger, 1899. Glaniopsis hanitschi ingår i släktet Glaniopsis och familjen grönlingsfiskar. Inga underarter finns listade i Catalogue of Life.